# Budislav I. Kurjaković
Budislav I. Kurjaković († iza 1346.), hrvatski velikaš i krbavski knez iz velikaške obitelji Kurjakovića od plemenitog roda Gusića.
Bio je najstariji od trojice sinova kneza Kurjaka iz roda Gusića i Jelene Šubić Bribirske, sestre hrvatskog bana Pavla I. Šubića Bribirskog († 1312.). Osim braće, Pavla i Grgura I., imao je i sestru Vjekoslavu, udanu za cetinskog kneza i vojvodu Nelipca II.
Budislav I. se prvi put spominje u ispravi 1304. godine zajedno s velikašima koji su sudjelovali u izmirenju bana Pavla Bribirskog s gradom Skradinom. Do 1320-ih bio je najmoćniji član Kurjakovića i gospodar čitave Krbave. Godine 1320. imenovan je za šibenskog potestata. Godine 1322. braća Budislav i Pavao I. († 1340.) su se udružila zajedno s hrvatskim i bosanskim velikašima na čelu sa slavonskim banom Ivanom I. Babonićem protiv hrvatskog bana Mladena II. Bribirskog. U tom sukobu braća Budislav, Pavao i Grgur su zazueli Bag i podijelili ga s rođakom Petrom Disislavićem.
U vrijeme sukoba koji su uslijedili nakon sloma bana Mladena II., Budislav je s braćom prišao uz vojvodu Nelipca s kojim su u lipnju 1324. godine, u savezu s Jurjem Mihovilovićem, Šibenikom i Trogirom pobijedili vojsku kneza Jurja II. Šubića Bribirskog, knezova Krčkih, Zadra i bosanskog bana Stjepana II. Kotromanića. Polovicom 1326. godine braća Kurjakovići su, u savezu s vojvodom Nelipcem II. porazili kraljevsku vojsku kojom je zapovjedao slavonski ban Mikac, zbog čega ih je kralj Karlo I. Anžuvinac (1301. – 1342.) stavio u nemilost. Godine 1338. Budislavov najmlađi brat Grgur I. se izmirio s kraljem Karlom I., što je narušilo odnose između braće i Nelipca II. Istodobno, Budislav je s braćom vodio pregovore s Mlečanima, radeći tako protiv Nelipca.
Poslije smrti vojvode Nelipca 1344. godine, braća Budislav i Grgur su pristali uz svoju sestru Vjekoslavu i nećaka Ivaniša Nelipčića, no dolaskom slavonskog bana Nikole I. Bánffyja pomirili su se s kraljem Ludovikom I. (1342. – 1382.), iako su nastavili tajne pregovore s Mlečanima. U jeku tih događaja nestaje Budislava iz povijesnih izvora.

### Privatni život
Oženio se kneginjom Anom Krčkom, s kojom je imao šestero sinova: Jurja, Nikolu I., Tomu I., Karla I., Budislava IV. i Fredula.